# Ectinorus mondacai
Ectinorus mondacai är en loppart som beskrevs av Hastriter 2001. Ectinorus mondacai ingår i släktet Ectinorus och familjen Rhopalopsyllidae. Inga underarter finns listade i Catalogue of Life.